# XB-68轟炸機
Martin XB-68是一款於1954年向美國空軍提出的超音速中型戰術轟炸機。然而，該項目在飛機製造完成之前就被取消了。

## 發展
1952年，格倫·L·馬丁公司提交了響應武器系統302A(英語：Weapon System 302A)要求的設計研究，與道格拉斯飛行器公司和北美航空的提案進行競爭。1954年馬丁再次提交了修改後的設計。波音也提交了設計，但因為已過期限而遭取消。Martin 316於1956年成為獲勝者，並被命名為XB-68，預計於1962-1965年開始部署。
XB-68的傳統佈局有點類似於放大的F-104星式戰鬥機，主要採用鋼結構，2名機組人員位於加壓艙內，通過來自發動機的過濾引氣進行冷卻，以及用於高馬赫數蒸發冷卻的冷卻裝置。B-68擁有粗短的菱形機翼和傾斜的T型尾翼。該設計主要是使其能在中高空以超音速飛行。
該設計立即遇到了慣性導引轟炸和導航系統方面的問題，如果批准生產，部署時間至少要推遲到1963年。然而，在1957年空軍總部取消了該項目後，這些問題就變得毫無意義了。理由是嚴格的預算限制和其他武器系統的更高優先事項。認識到中型戰術轟炸機的設計還需要數年時間，因此該計劃繼續使用海軍A3D的空軍版本，即B-66毀滅者轟炸機。兩架計劃中的XB-68原型機和一架靜態測試模型遭取消。

## 外部連結
- Aerospace Review: Martin XB-68 （页面存档备份，存于）
- Defense Talk: XB-68 （页面存档备份，存于）
- The Unwanted Blog: Martin XB-68, Martin Model 316, Model 302 drawings （页面存档备份，存于）